# Поспелова (Тюменская область)
Поспелова — деревня в Скородумском сельском поселении Упоровского района Тюменской области.

## География
Расположена на берегу безымянного озера-старицы.

## История
Впервые упоминается в 1745 году в ревизской сказке 1762 года, называлась деревня Петрушина по имени основателя. Два брата Поспеловы — Афанасий Михайлович и Иван Михайлович — пришли в д. Петрушину из д. Буньковой в 1740-е гг. По ревизским сказкам 1762, 1782 и 1795 годов в деревне Петрушина жили одни Поспеловы, с 1795 года называется «Поспелова»
В 1749 году по приказу правительства производилась перепись пограничных поселений, выяснялась численность в них мужчин от 16 до 50 лет и наличие у них оружия. По имеющимся документам Ялуторовского дистрикта Суерской слободы, деревня Петрушина в 1749 году уже существовала. 
Деревня Петрушина расстояние от оного острога (Суерского) одна верста, которая построена над рекой Тоболом в ней имеетца дворового строения два двора, крестьян от 16 до 50 лет 3 человека. У них имеетца по объявлению их собственного огненного ружья у одного человека, а именно у Федора Поспелова ружье винтовка 1. И при оной деревне городового строения надолб рогаток и рву не имеется. 
- В 1912 году в Поспеловой были: часовня, школа грамоты, хлебозапасной магазин, торговая лавка, 9 ветряных мельниц, 2 маслобойни, кузница, пожарная охрана[3].
- В советское время были: начальная школа, клуб, библиотека[3].
- В конце 1990-х годов в результате реформирования закрыли школу, клуб, ликвидировали овцеферму на 5 тыс. голов. На землях бывшего совхоза «Упоровский» работает агрофирма «КРиММ»[3].
- В годы Великой Отечественной войны ушли на фронт 43 человека, из них 18 человек не вернулись домой[3].

Административно-территориальное деление
С 1745 года относилась к Суерской слободе, с 1796 года в составе Суерской волости, с 1919 года — Поспеловского сельсовета, с 17.06.1954-Скородумского сельсовета.

## Население
| 1782 | 1816 | 1834 | 1858 | 1897 | 1926 | 1989. | 2002 | 2010 |
| 30   | 85   | 102  | 156  | 381  | 492  | 98    | 99   | 69   |

## Поспеловский сельский совет
Поспеловский сельский совет образован в конце 1919 года в Суерской волости Ялуторовского уезда. В начале 1924 года вошёл в Суерский район, с 1.01.1932-в Упоровский район, 17.06.1954 года упразднён, вошёл в Скородумский сельсовет.

## Сельское хозяйство
В 1929 году образован колхоз «Свобода», в начале 1960-х годов вошёл в состав совхоза «Упоровский». До войны в Поспеловой заложен первый в районе фруктовый сад под руководством учителя Колунина Ивана Алексеевича.

## Транспорт
Автодорога со щебёночным покрытием от Поспеловой до автодороги Скородум — Буньково. Расстояние до Скородума 6 км, Упорово 17 км, г. Тюмени 159 км.

## Церковь
Деревня Поспелова относилась к приходу Богородицкой церкви Суерской слободы, расстояние до Суерской церкви 3 версты. Часовня в д. Поспеловой во имя Святого Апостола Андрея Первозданного, разрешена к устройству 12 марта 1882 г., построена в 1888 году.

## Галерея

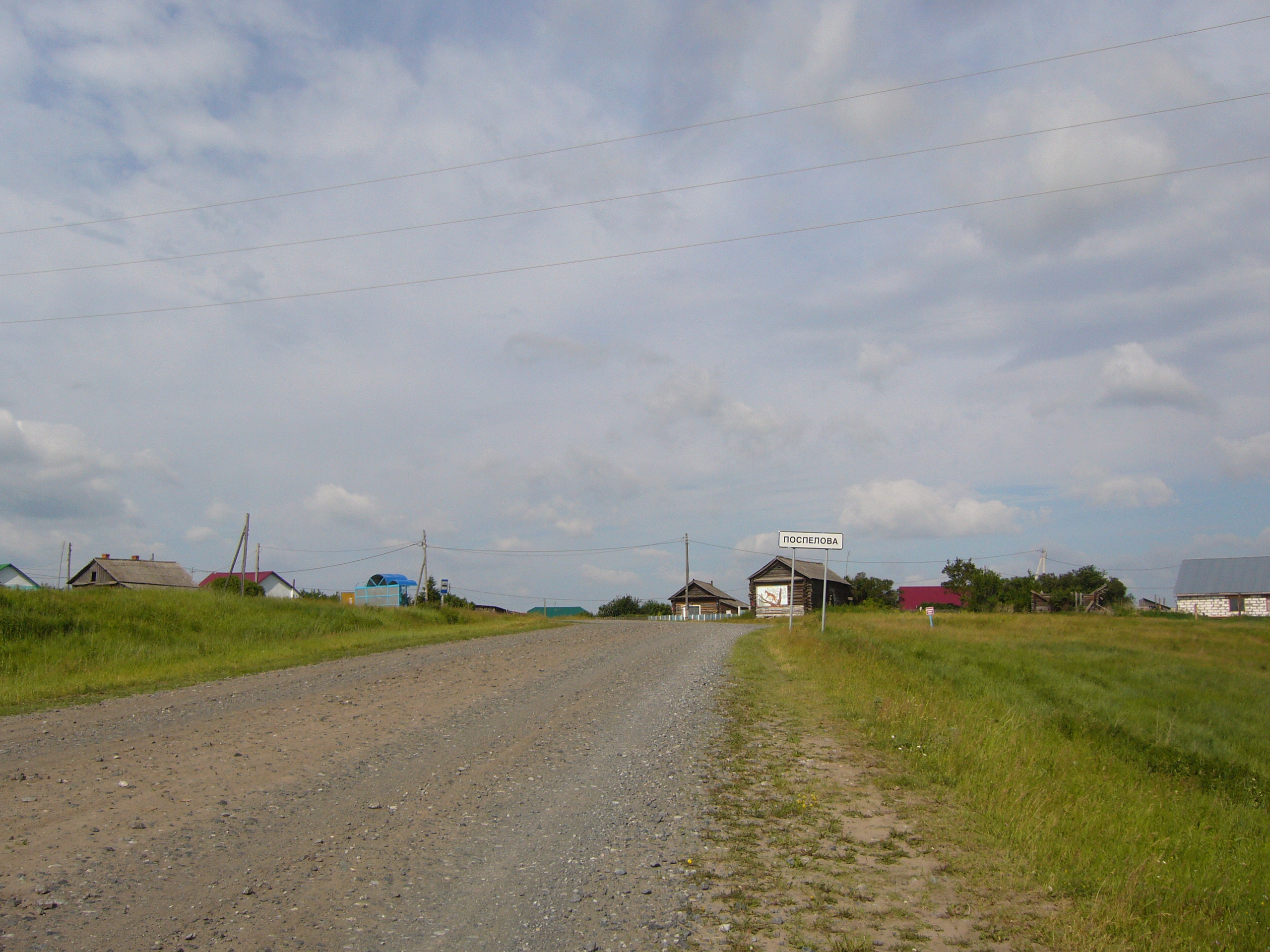
Въезд в д. Поспелова
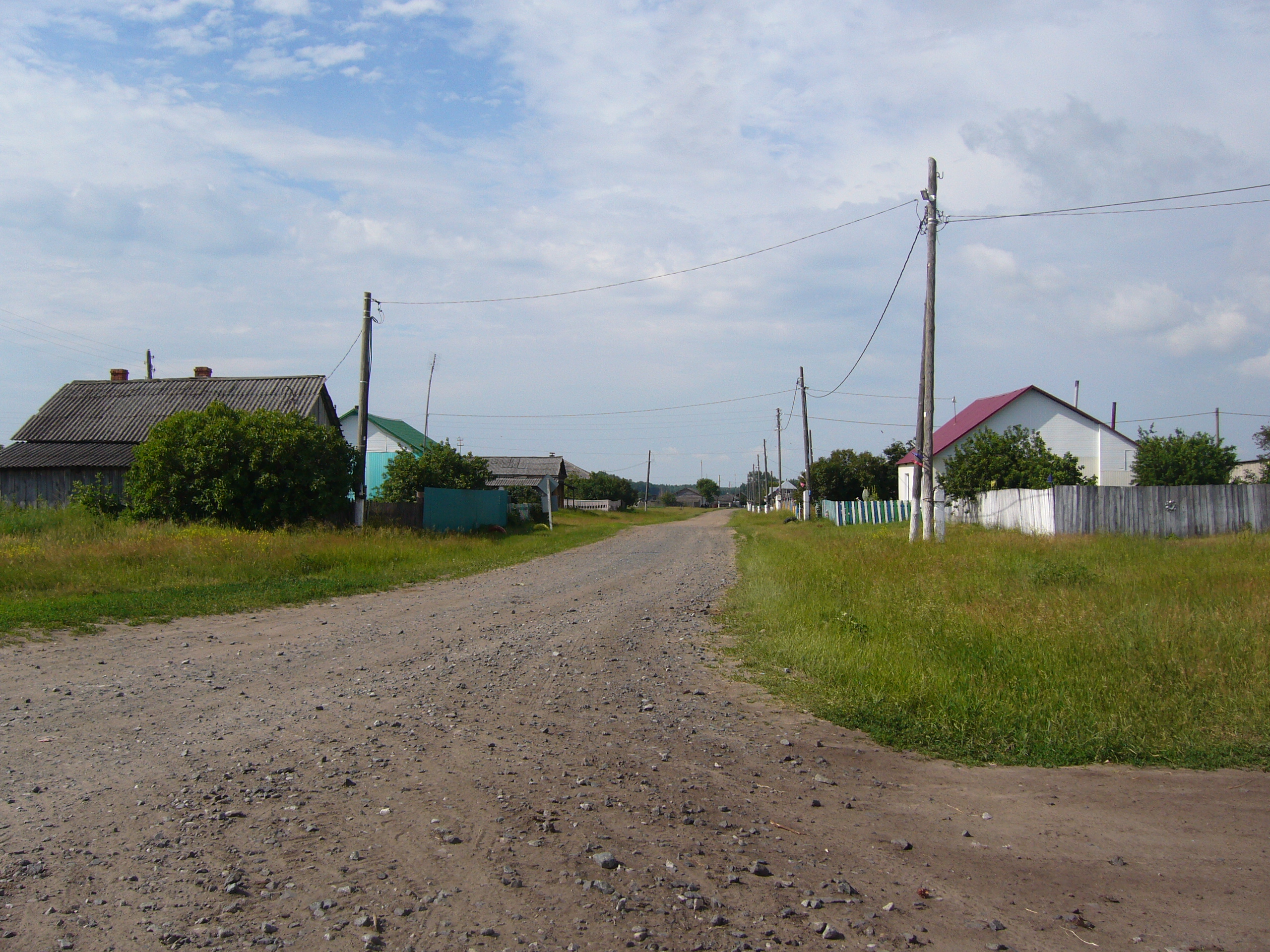
Садовая улица
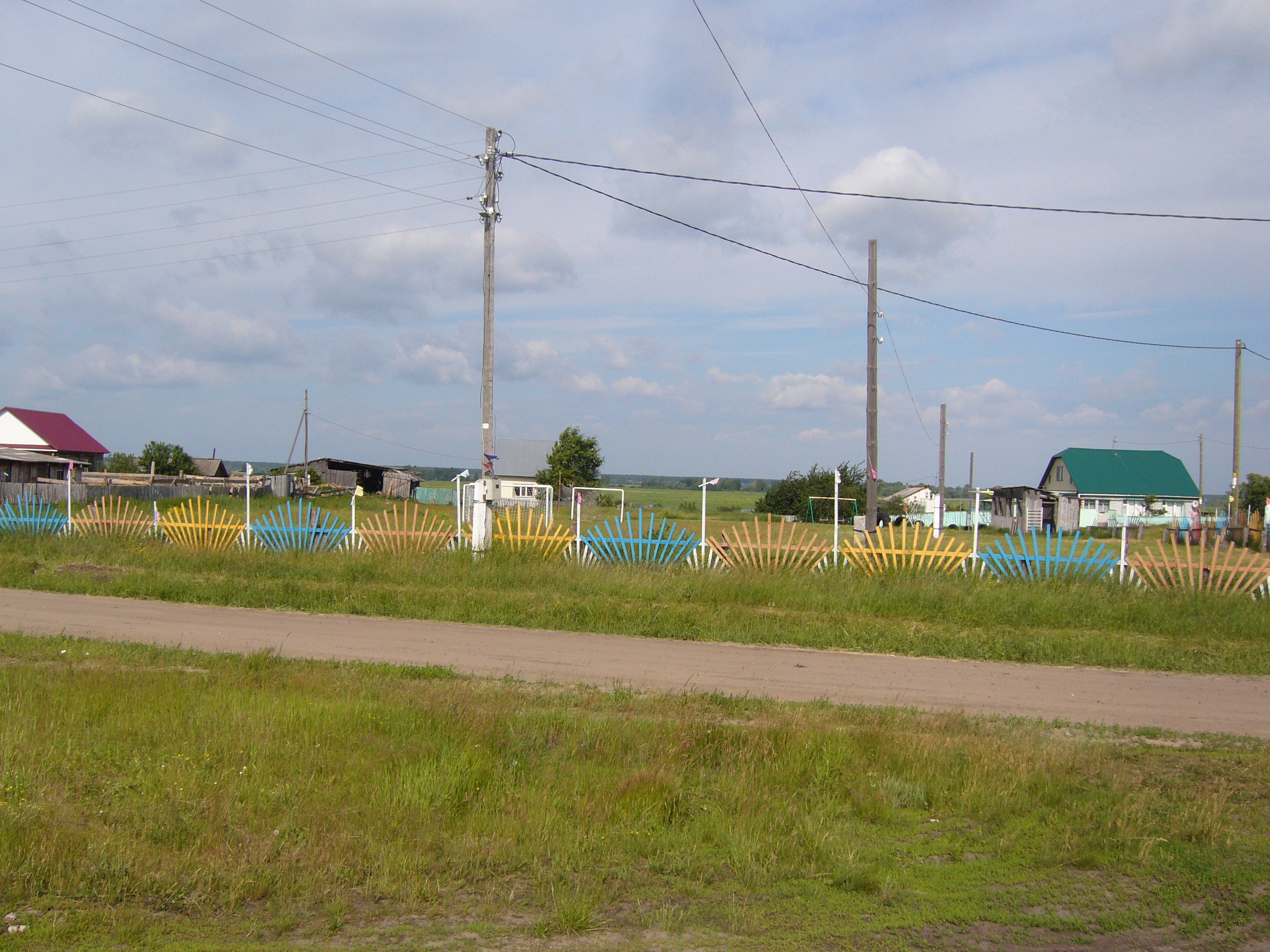
Садовая улица
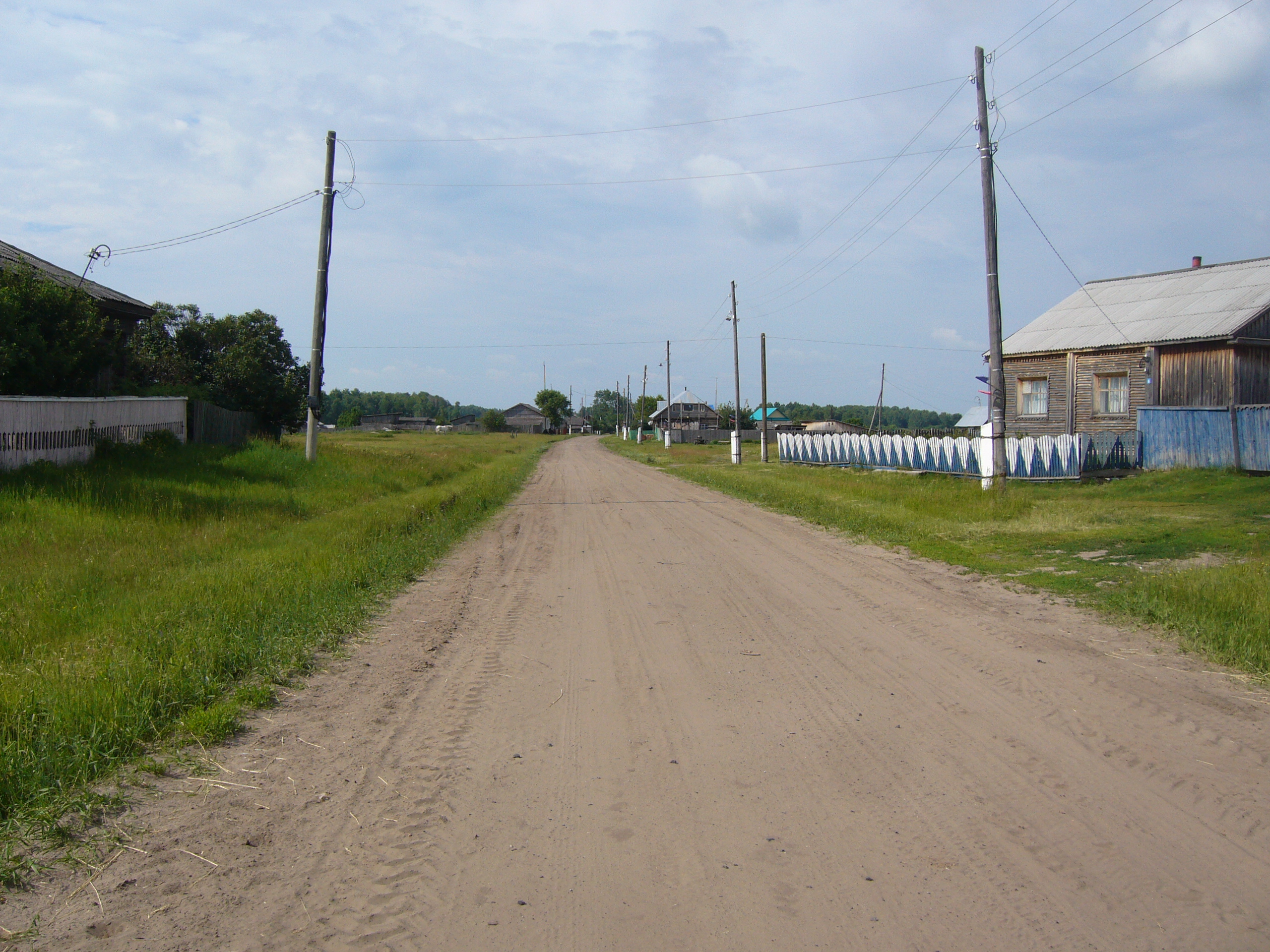
Садовая улица
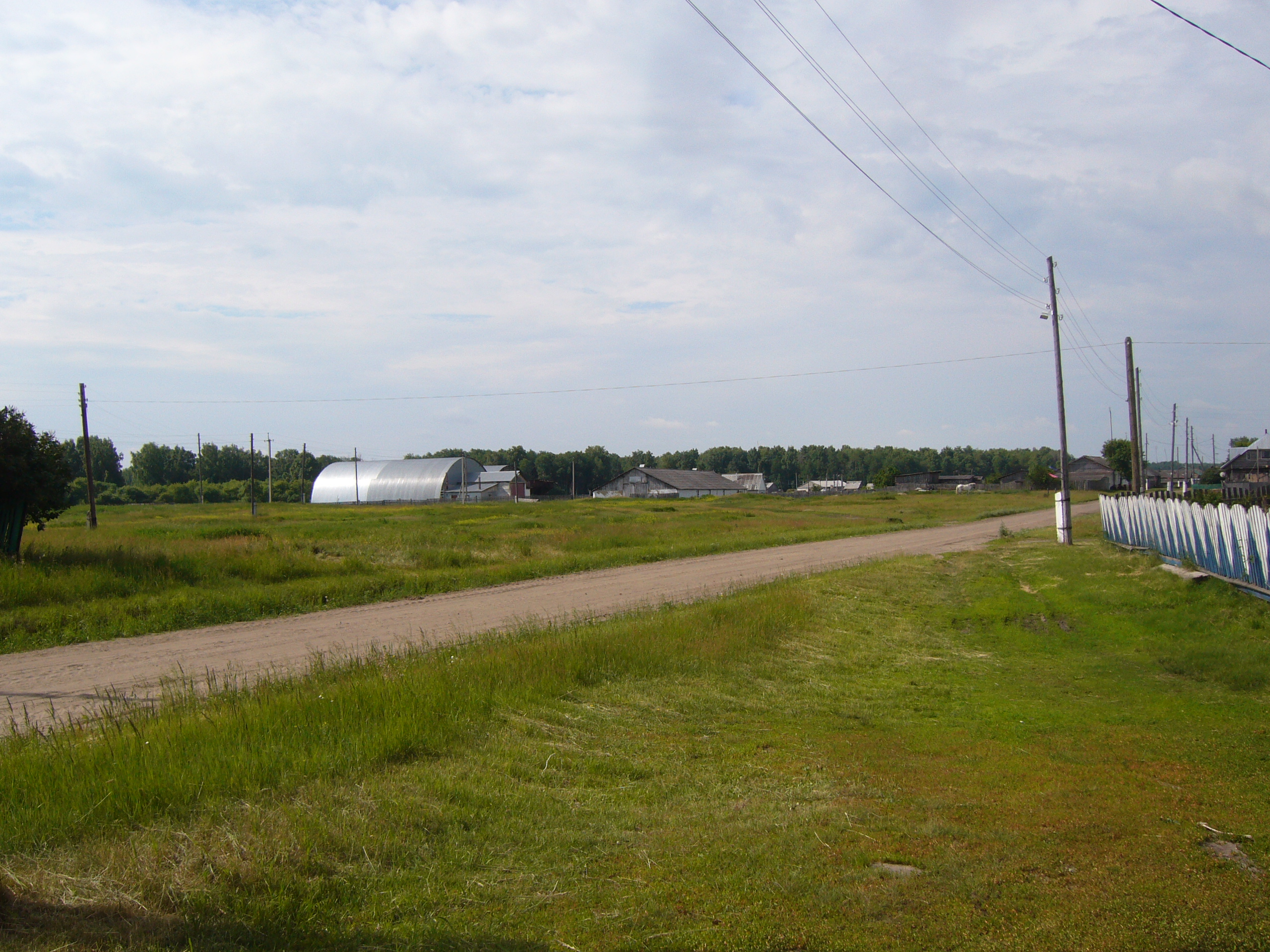
Садовая улица
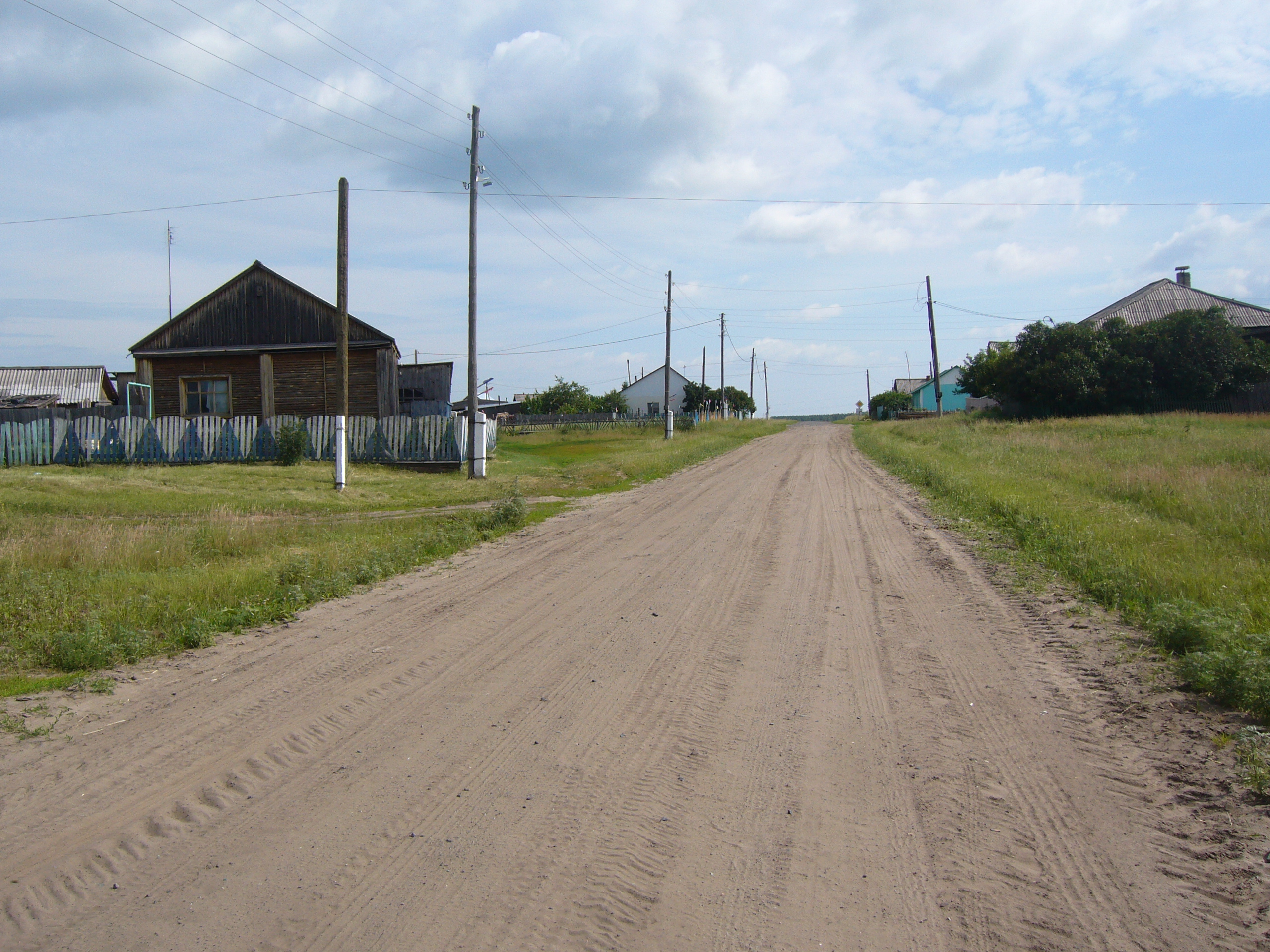
Садовая улица
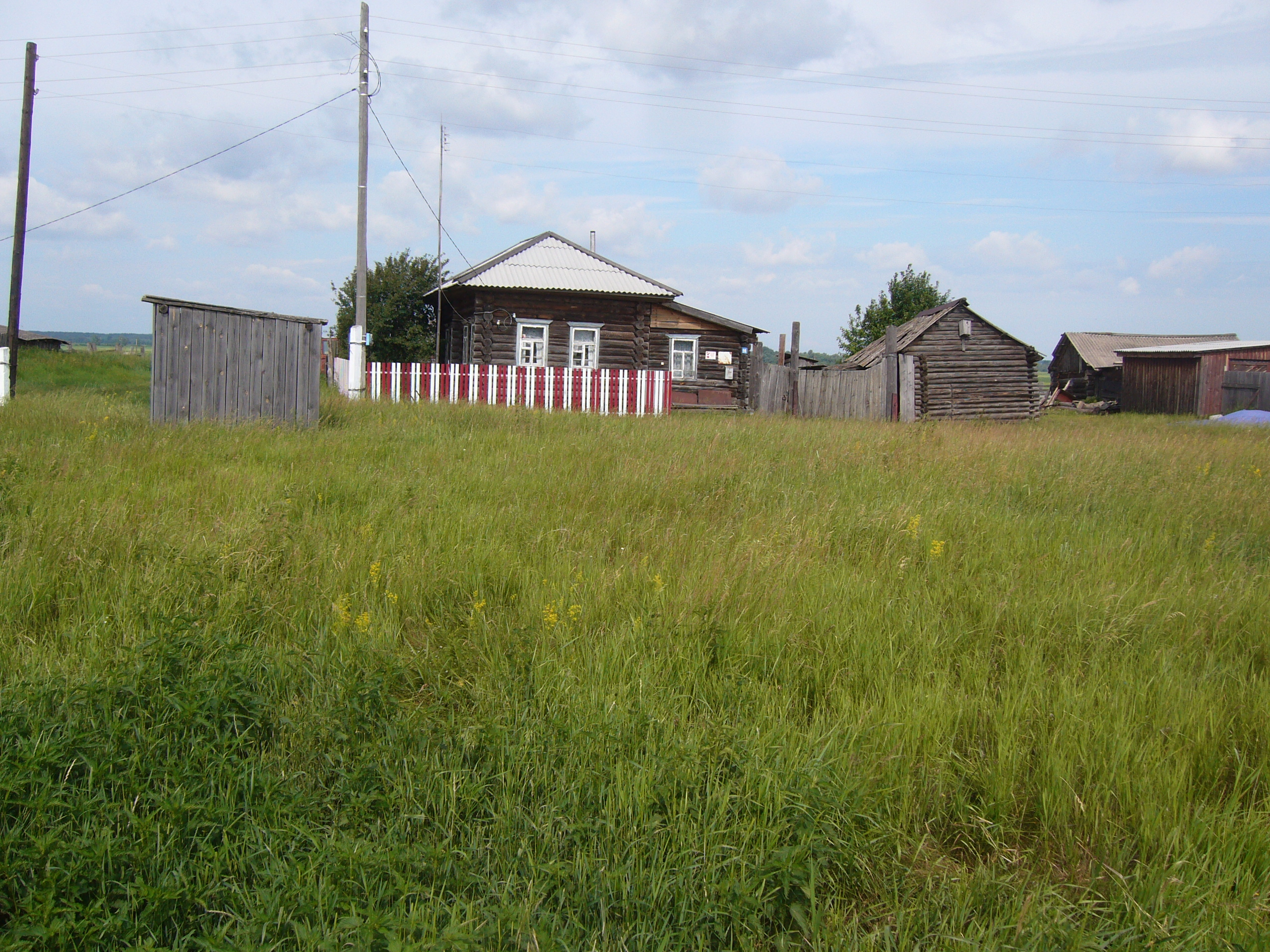
Садовая улица
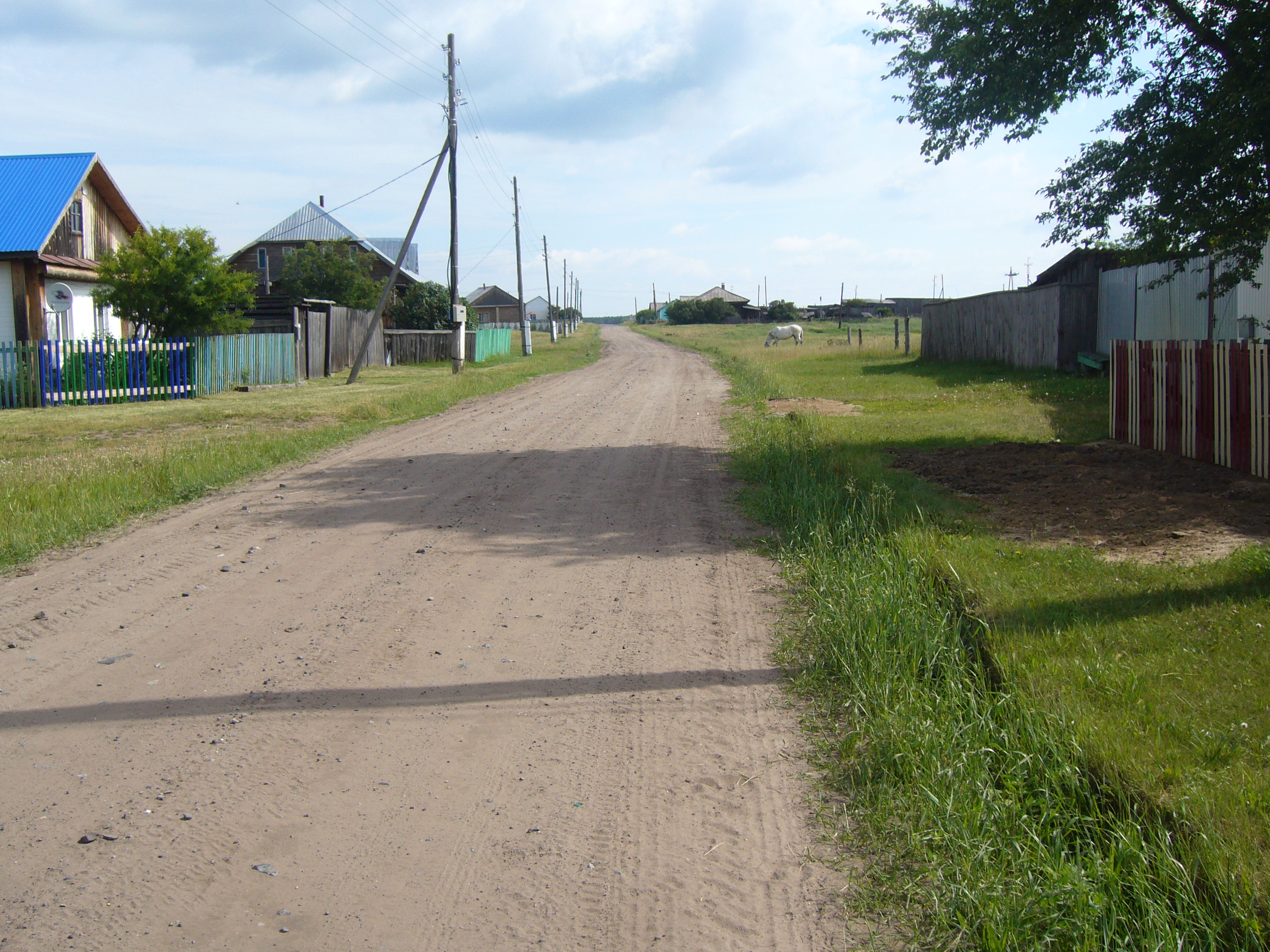
Садовая улица
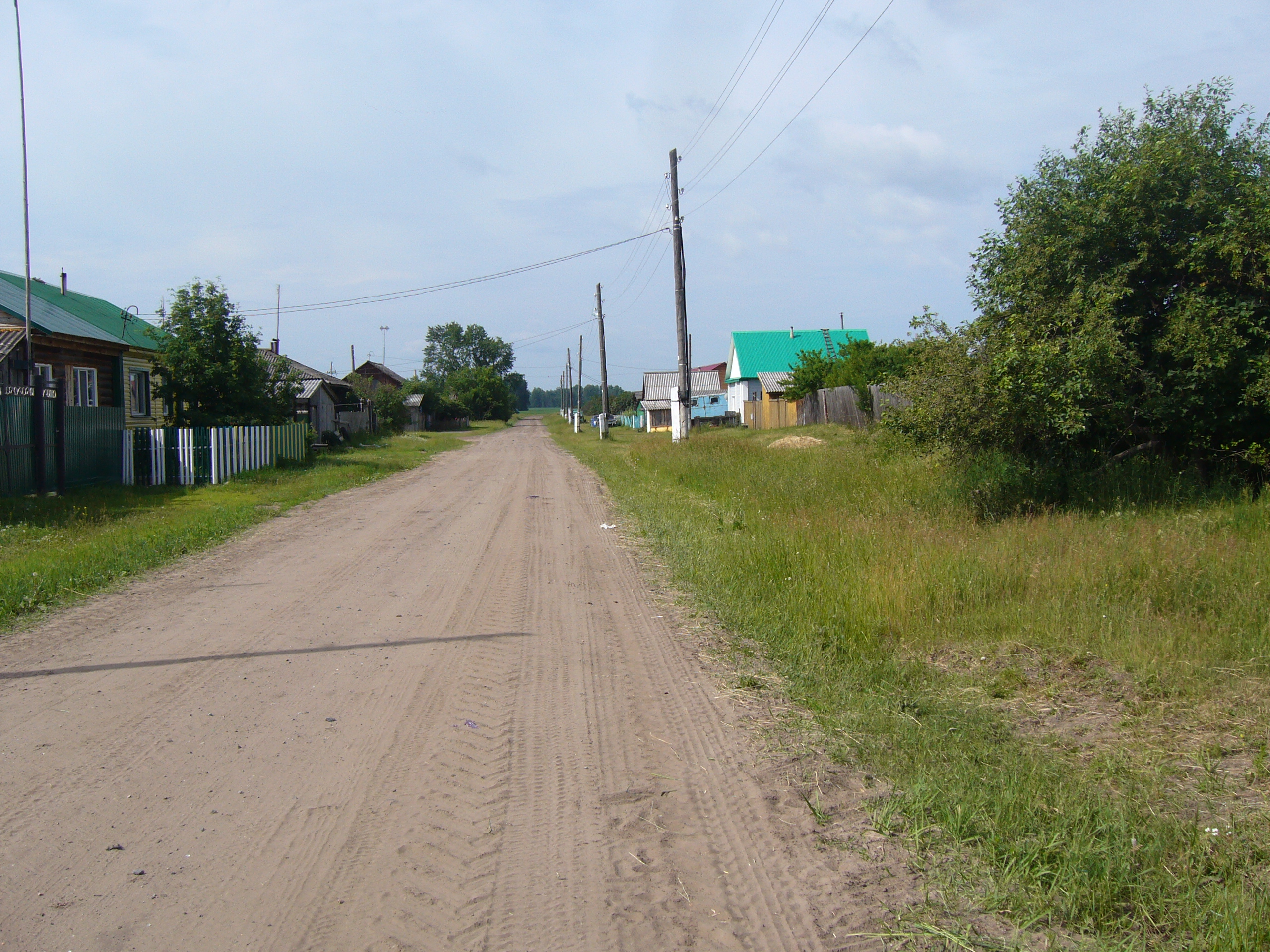
Садовая улица
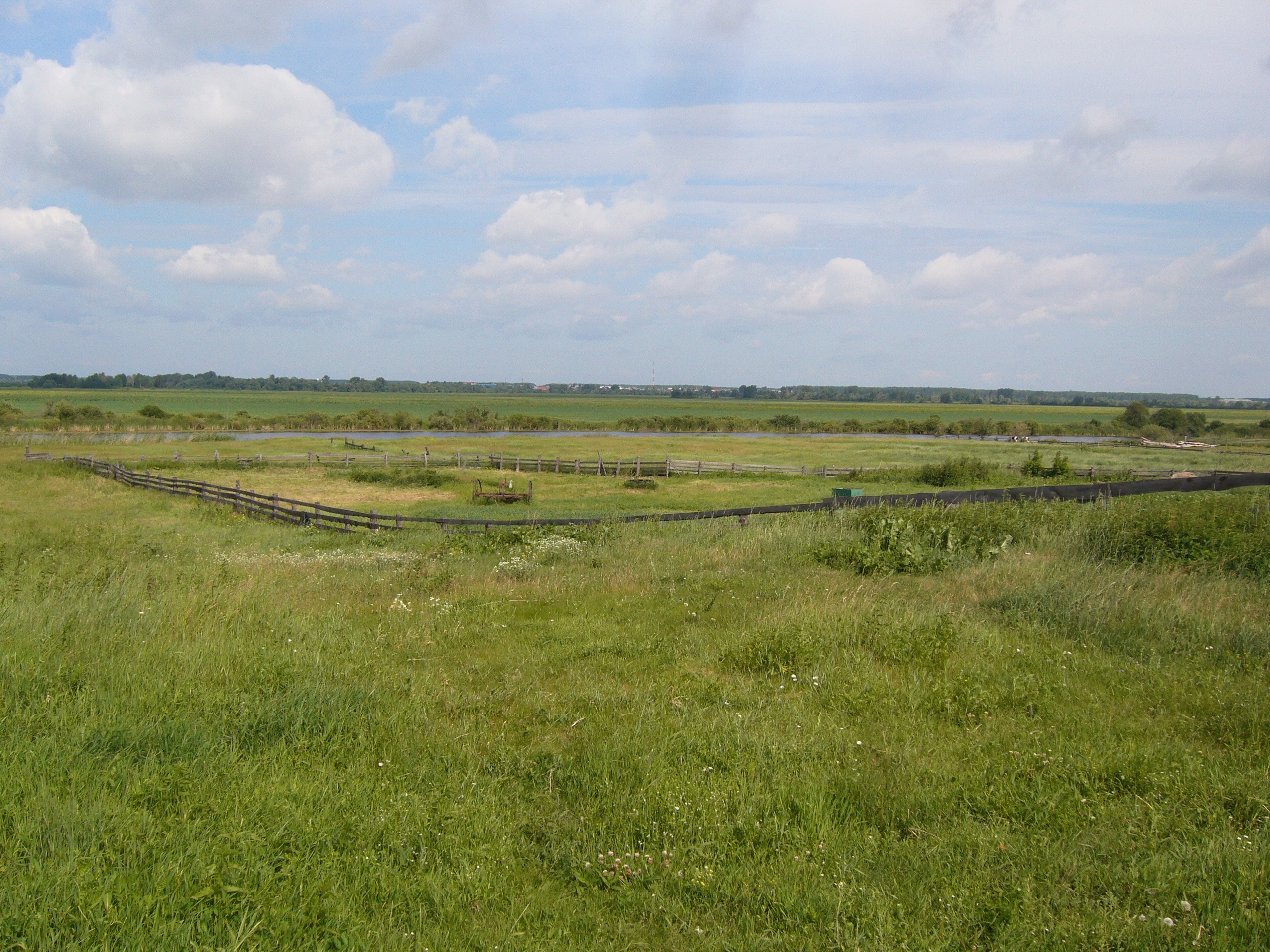
Вид на озеро
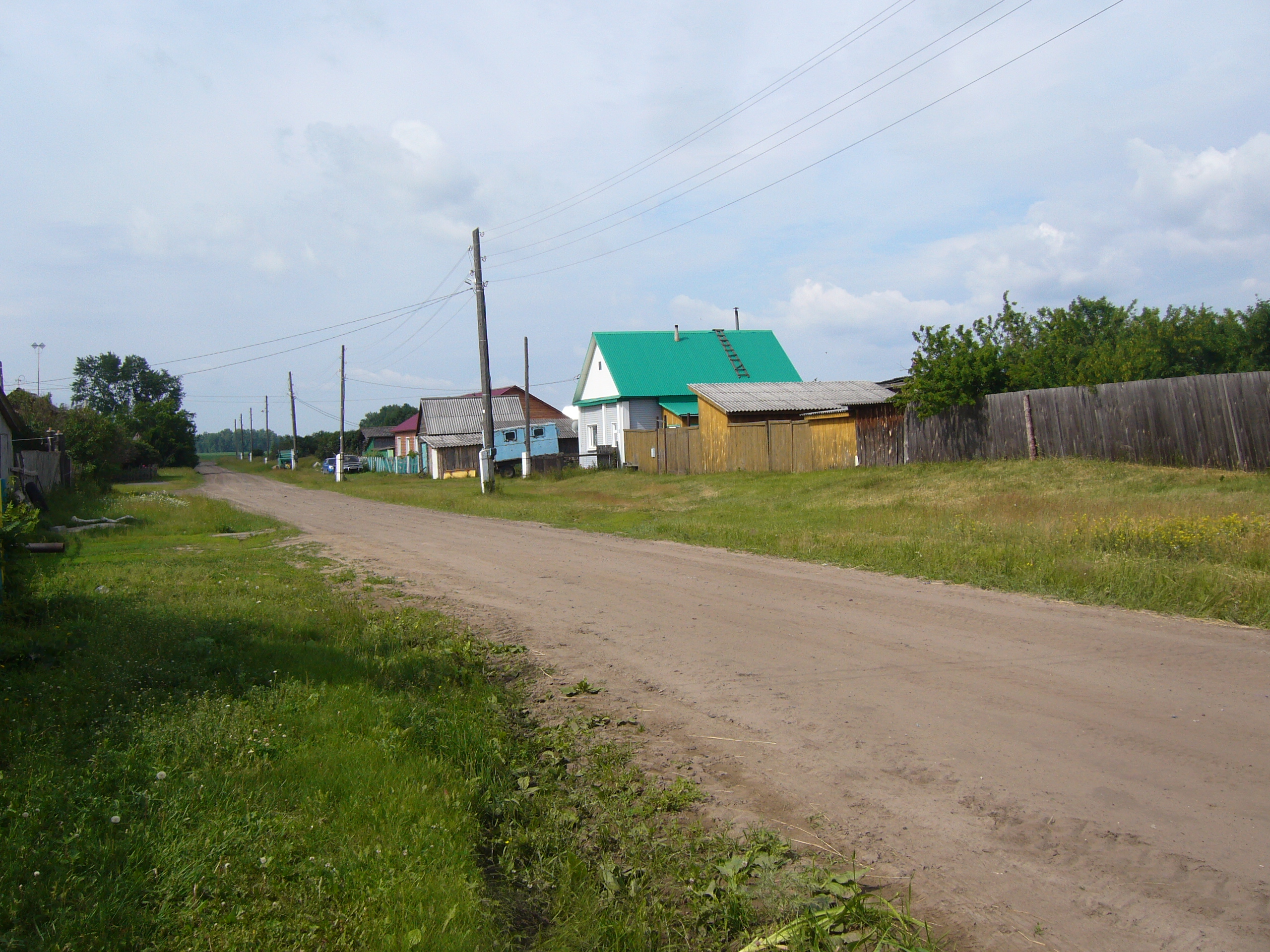
Садовая улица